# أسردون (بني فغلوم)
أسردون هو دُوَّار يقع بلجزء الغربي من جبال ريف بجماعة مقريصات، إقليم شفشاون، جهة طنجة تطوان الحسيمة في المملكة المغربية. ينتمي الدوّار لمشيخة بني فغلوم التي تضم 5 دواوير. يقدر عدد سكانه بـ 321 نسمة حسب الإحصاء الرسمي للسكان والسكنى لسنة 2004.

## روابط خارجية
- البوابة الوطنية للجماعات الترابية
- المندوبية السامية للتخطيط